# 송치훈 (축구 선수)
송치훈(1991년 9월 24일 ~ )은 대한민국의 축구 선수이다.

## 선수 경력
광운대학교에 재학 중이던 송치훈은 2013 K리그 드래프트에서 K리그 챌린지의 부천 FC 1995에 신생팀 우선 지명을 받으며 프로 무대에 들어섰다. 2013년 8월 11일에 열린 수원 FC와의 K리그 챌린지 19라운드 경기에서 선제골을 기록하면서 프로 데뷔골을 득점했다. 이후 10월 7일 고양 Hi FC와의 경기에서 리그 2호 골을 득점했다. 데뷔 첫 시즌이었던 2013시즌 20경기 2골 1도움을 기록했다. 2014시즌에도 송치훈은 부천 FC에 남게 되었다. 하지만 리그 전반기에 경기 출전을 하지 못했고 여름 이적시장에서 부천 FC를 떠나게 되었다.
이후 무적 신세가 되었다가 2017시즌을 앞두고 K3리그의 화성 FC에 입단했다.
2018시즌을 앞두고 캄보디아의 내셔널 폴리스 디미스트리 FC에 입단했다.